# Ruta lamarmorae
Ruta lamarmorae — вид квіткових рослин родини Рутові (Rutaceae), ендемік Сардинії. Популяції рути з Сардинії та Корсики мають морфологічні й каріологічні відмінності, які виникли внаслідок їхньої географічної ізоляції, й вони не можуть бути віднесені до одного таксону. Вид названий на честь Альберто Ламармори (1789–1863), видатного натураліста й топографа, який вивчав природне середовище Сардинії багато років.  

## Опис
Піднятий кущ 15–50 см заввишки, залозистий, смердючий; гілки деревні, розгалужені, жорсткі, міцні, заплутані. Листя двоперисте, 1.5–8 см завдовжки, нижнє довгочерешкове, верхнє короткочерешкове чи майже сидяче. Листочки м'ясисті, злегка тьмяно-зелено, зворотнояйцювато-заокруглені, 3–10 × 2–8 мм. Квіти діаметром 12–13 мм з квітоніжками 1–3 мм завдовжки, центральна — 5-дольна, а інші — 4-дольні. Чашечка діаметром 3–4.5 мм із залозистими чашолистками об'єднаними протягом 0.3–0.6 мм від основи, розміром 1.2–1.5 × 1.3–1.7 мм. Пелюстки від білого до блідо-жовтого кольору, 5.5–6.5 мм завдовжки із зубцем 1.5 мм завдовжки хвилясті на полях, 2.8–4 мм завширшки з кілем шириною 0.5 мм. Зовнішні тичинки з ниткою 3.5–4.5 мм завдовжки й пиляками 1.8–2 мм завдовжки; внутрішні тичинки з ниткою 3–3.5 мм завдовжки й пиляками 1.3–1.4 мм завдовжки. Зав'язь зелена, залозиста, 3–3.5 мм завдовжки; плодоніжки 2–2.5 мм завдовжки. Коробочка 6–7 мм завдовжки з сегментами широко тупокінцевими.
R. lamarmorae подібна до Ruta corsica, проте відрізняється кількома ознаками. Зокрема, R. corsica має листя з листочками від зворотнояйцюватих до клиноподібно-довгастих; квіти менші, діаметром 8–10 мм; чашолистки поєднані протягом 0.1–0.3 мм біля основи і розміром 0.8–1 × 0.9–1.2 мм; пелюстки довжиною 4.5–5 мм з кінчиком і 2.3–2.5 мм завширшки і киль шириною 1 мм; зовнішні тичинки мають нитки довжиною 2.8–3.2 мм, внутрішні тичинки мають нитки довжиною 1.8–2 мм; зав'язь довжиною 2.7–3 мм з плодоніжками 1.5–2 мм завдовжки; коробочка довжиною 7–8 мм, а сегменти шпилясті на верхівці. 
Каріотип R. corsica 2n=18, тоді як каріотип R. lamarmorae: 2n=36

## Поширення
Ендемік Сардинії, Денаргентського гірського масиву
R. lamarmorae росте на крем'янистому субстраті (метаморфітах і гранітах) на висоті 1500–1750 м. Через сильний тиск у межах свого ареалу (перевипас, пожежі, гірськолижні споруди та інші види діяльності), ми рекомендуємо включити R. lamarmorae в регіональний червоний список МСОП як вид під загрозою вимирання (EN).